# スマブラ拳!!
スマブラ拳!!（スマブラけん!!、英名:Smash Bros. DOJO!!）は、『大乱闘スマッシュブラザーズ』シリーズの開発者である桜井政博自身がその開発状況や登場キャラクターおよびステージなど、細部に渡り解説をするメーカー公式ページ。

## 概要
基本的には
- 操作方法の解説
- 登場キャラクターとその技の解説
- 登場ステージとその特徴の解説
- 各ゲームモードの解説

など、取扱説明書と同等、またはそれ以上の解説を行っている。「アンケート集計拳!!」（詳しくは後述）やプログラムに関する解説、音楽に関する座談会のレポート、隠しキャラクターなどの出現方法まで網羅されている。

## 各シリーズでのスマブラ拳!!

### ニンテンドウオールスター!大乱闘スマッシュブラザーズ
第1作である『ニンテンドウオールスター!大乱闘スマッシュブラザーズ』では、『オンラインガイド　スマブラ拳!!　〜スマッシュブラザーズ秘伝の書〜』を公開。「こいくち操作マニュアル」や「秘伝!!スマブラ拳七十七技」など、スマブラの基本的なテクニックとその応用方法、キャラクターの技の当たり判定の解説など、のちに公開される『速報!スマブラ拳!!』『スマブラ拳!!X』の基礎部分の大半はこの時点で構築されている。
なお、2000年には小学館より書籍化されている（ISBN 4091028209）。同書は、日本語版『大乱闘スマッシュブラザーズDX』ゲーム内の「フィギュアディスプレイ」に登場する任天堂グッズの置かれた部屋へ飾られる形でゲーム本編にも登場した。

### 大乱闘スマッシュブラザーズDX
シリーズ第2作『大乱闘スマッシュブラザーズDX』では『速報スマブラ拳!!』を公開。各キャラクターやステージ、ゲームモードはもちろん、様々な場面で貰える「ボーナス」を個別に紹介し、291種類ある「フィギュア」を全て写真付きで解説している。
また、『週刊ファミ通』と共同で開催した「カメラモードコンテスト」ではユーザーから多くの作品が寄せられた。

### 大乱闘スマッシュブラザーズX
シリーズ第3作の『大乱闘スマッシュブラザーズX』では『スマブラ拳!!X ―大乱闘スマッシュブラザーズX公式サイト―』を公開した。
2006年5月のE3の時点で暫定的な公開となったが、2007年5月にリニューアルされている。時流に沿うべく、ページ構成はブログに近いデザインとなった。新たに音楽や動画の視聴が可能となっている。また、『スマブラ拳!!』初となる独立したドメイン名となった（他の任天堂ゲームタイトルにおける独自ドメインは『メトロイド』シリーズ、『ポケットモンスター』シリーズ（株式会社ポケモンのサイトとして）、『F-ZERO GX』のみ。ただしすべて日本版のもので、海外版では『マリオカートWii』などが独自ドメイン）。リニューアル後には既存の「アンケート集計拳!!」がオミットされた。
シリーズで初めて海外展開され、名称は‘Smash Bros.DOJO!!’となった。日本語以外でもアメリカ英語、イギリス英語、ドイツ語、フランス語、スペイン語、イタリア語に翻訳されたページが同時に制作・更新されていた（なお、韓国版『スマブラX』は発売が大幅に遅れたため〈2010年4月発売〉ハングル語『スマブラ拳!!』はなく個別にサイトを立ち上げている。しかしハングル語を除き、画像などの大部分は『スマブラ拳!!』から流用されている。詳しくはリンク先を参照）。
リニューアル後の2007年5月22日から2008年4月14日の平日は毎日更新となり（2007年12月31日から2008年1月4日は休止）、更新時間帯である16時（日本時間）ごろには一時的にアクセスが集中することが多かった。
上述した『DX』における「カメラモードコンテスト」のように、『X』に登場するニンテンドーWi-Fiコネクションを活用したスナップ写真の投稿システムで収集された作品を選抜・掲載した「スナップ大集合」が行われた。現在3回目まで公開されており、2回目以降は日本と北米版でそれぞれ別に集計・選抜を行なった異なる内容の作品が公開されている（いずれも他言語翻訳版が存在し、海外版の日本語訳およびその逆が公開され、両国版を母国語で閲覧可能）。
2008年4月14日をもって平日更新が終了。以後は何らかの告知がある場合のみ更新され、主に集積された投稿内容の編集・公開を不定期に行っている。
隠し要素の具体的な出現方法など、いわゆる”ネタバレ”が含まれる項目は、当該情報を表示するか否かを選択できるシステムが採用された（ネタバレが含まれる項目一覧ページでは「?????」が表示され情報があらかじめ伏せられている。さらに一部項目では、さらなるネタバレの確認を防止するため、再度その情報を表示するか否かを項目のトップで選択できる）。
ファミ通スマブラ拳!!「大乱闘スマッシュブラザーズX」開眼の書
2008年1月18日発売「週刊ファミ通 vol.998」の別冊付録。桜井政博自ら監修したガイドブック。内容は公式サイト「スマブラ拳!!」で公開されたものを中心に、新たな情報が追加された。
スマブラ拳!! みんなのニンテンドーチャンネル出張版
2008年7月23日から5週連続としてWii『みんなのニンテンドーチャンネル』にて行われたシリーズ企画。2008年5月末までにゲーム本編において、Wi-Fiコネクションでプレイヤーから投稿されたデータを基に制作した動画を3種類公開した。「スナップ大集合」は傑作選、「ターゲットをこわせ!」および「ホームランコンテスト」はワールドレコードを収めた内容。動画の冒頭と締めには桜井政博がコメントしている（閉めでは桜井を模したMiiも登場）。配信終了後は各企画の動画が5週分まとめて配信された。
なお、最終週終了時には「冬休みに会いましょう」とコメントがあったが、再開されなかった。発売1周年企画として2009年1月末から「体験!芸ーム人」に付随するコーナーとして芸能人による実演プレイを数週にわたり公開し、最終話には桜井が登場した。

### 大乱闘スマッシュブラザーズ for Nintendo 3DS / Wii U
『大乱闘スマッシュブラザーズ for Nintendo 3DS / Wii U』では『スマブラ拳』としてのホームページ公開はなく、代替として2013年6月11日からMiiverseにて「スマブラシリーズコミュニティ」を開設。その中の「ディレクターズルーム」にて「今日の一枚」と称したゲーム画面写真の公開やお知らせなどを毎週月曜日から金曜日まで行った（2013年12月28日から2014年1月5日までは休止）。「今日の1枚」は384枚で終了。
トップページのキャラクター画像はウィンドウサイズに応じて横に並ぶ数が変化する。これはスマートフォンにおける視認性を高め最適化するためである。
『週刊ファミ通』2014年7月17日号より、「ファミ通、スマブラ拳!!」を毎週連載を開始。『3DS』発売直前には別冊付録「ファミ通、スマブラ拳!! 超拡大版」が同梱された。『Wii U』発売直前は『Wii U』限定で17ページの特集を組んでいる。発売後「ファミ通スマブラ拳!!桜井氏特別インタビュー」を掲載。全25回、2014年最終発売号のファミ通をもって連載終了となった。
2015年4月2日から10月3日まで「スマブラ投稿拳」を掲載。

### 大乱闘スマッシュブラザーズ SPECIAL
『for』同様に『スマブラ拳』としてのホームページ公開はない。また、Miiverseのサービス終了に伴い、2018年6月13日より公式サイトおよび公式Twitterにて投稿を開始。内容は「きょうの○○（「アイテム」「ファイター」「音楽」など）」と題し、1日1～2件ほどのペースで紹介された。

## その他

### アンケート集計拳!!
初代『スマブラ拳!!』および『速報スマブラ拳!!』に存在したコーナー。「アンケート」ではなく「お便り」といえる内容であり、ユーザーが送信したメッセージを桜井政博がランダムに公開していくというもの。『スマブラ拳!!』における目玉企画のひとつだった。桜井による返信も幾度となく行われ、ユーザーとのコミュニケーションの場として機能していた。現在、アンケートの投稿はできず、閲覧のみ可能。
『スマブラ拳!!X　―大乱闘スマッシュブラザーズX公式サイト―』では、2006年のE3からおよそ2ヶ月間にわたりアンケートの募集が行われた。通常のメッセージだけでなく、参戦を希望するキャラクターや音楽についてのアンケートも実施されている（一部は製品版の「オレ曲セレクト」などに反映されている）。投稿期間終了後は閲覧のみ可能となっていたが、2007年5月のサイトリニューアルに伴って閲覧不可となり、のちのアンケート募集も実施されていない。これについて桜井は、「リニューアル後のサイトは複数の言語でサイトを展開するため、リニューアル後のアンケートの募集は諦めざるを得なかった」とのちに述べている。

#### スマブラX兄弟拳!! ニンドリアンケート集計拳!!
日本版発売後にゲーム雑誌『ニンテンドードリーム』2008年8月号・9月号において桜井へのインタビュー記事が掲載された。インタビューするにあたり、編集部に寄せられたユーザーの質問を選考し、それらについて桜井が返答する内容となっていた。
『ニンテンドードリーム』2008年4月号にて桜井へのインタビュー『スマブラ談X』を掲載。『for』では、これの続編にあたる「スマブラ談!!for Nindori 桜井政博さんインタビュー」を掲載。

### スマブラ拳!!が作られた理由
現在は任天堂のビッグタイトルとなった『大乱闘スマッシュブラザーズ』シリーズだが、1作目の前評判はかなり低く、開発者側としては不本意なものだった（任天堂キャラクターの集結が、話題性以上に「キャラゲー」という悪しきイメージで捉えられた感もあった）。そのため桜井は、「スマブラの面白さをみんなに知ってほしい」と魅力を伝えるべくホームページ開設を企画した。

## スマブラ拳!!にまつわる逸話
Nintendo DREAM 2015年6月号
「FIRE EMBLEM 25TH ANNIVERSARY 愛と勇気の生誕記念特集 みんな見ていてくれ マルスを演じる緑川光さんが語るFE25周年」のインタビューにて、『DX』から参戦したマルスに関するインタビューの中で、「初代スマブラ拳で開発者とユーザーのこういうやりとりがあった」というエピソードから、ファンによる「マルスの声は緑川さん」という要望があった投稿の場所を尋ねられた緑川は「読んだことがあります」と回答している。